# Elah Dufour
Elah Dufour S.p.A. è un'azienda alimentare italiana specializzata in prodotti dolciari.

## Storia
Il Gruppo nasce nel 1982 su iniziativa dell'imprenditore genovese Flavio Repetto, nominato Cavaliere del lavoro nel 1985, che inizialmente raggruppa tre marchi storici del nord-ovest italiano attivi nell'industria dolciaria:
- Elah (fondata a Genova nel 1909 da Francesco Ferdinando Moliè);
- Dufour (fondata a Genova nel 1926 dall'omonima famiglia);
- Novi (fondata a Novi Ligure nel 1903 come società cooperativa diretta da Giovanni Battista Gambarotta).

A essi si aggiunge nel 1999 Baratti & Milano, marchio fondato nel 1858 a Torino da Ferdinando Baratti e Edoardo Milano.

## Articolazione
Pur operando all'interno dello stesso gruppo, ogni marchio controllato da Elah-Dufour mantiene una propria specializzazione e filosofia di produzione:
- Elah produce preparati per creme da tavola, budini e dessert, preparati per torte e caramelle morbide toffee[3].
- Dufour produce gelatine di frutta a marchio Big Frut Gelee, bonbon di cioccolato a marchio Carousel e in generale vari tipi di caramelle (ripiene, dure, gommose)[4], quali le speciali Morabon e Selz Soda;
- Novi produce varie specialità al cioccolato[5]: Grandi Nocciolati, il Fondentenero e i Gran Cru Nero Nero, il tradizionale Gianduja Piemonte, i Gianduiotti, la pralina Otello, la Crema Novi da spalmare.
- Caffè Baratti & Milano è attivo nella produzione di specialità piemontesi quali gianduiotti, cremini, cuneesi, praline alla nocciola, prodotti da forno quali amaretti soffici, canestrelli di Sassello e baci di dama, nonché nella gestione diretta di un bar-pasticceria in piazza Castello a Torino[1][6].

Il gruppo possiede e opera in tre stabilimenti, a Novi Ligure, Bra e Sassello.

## Azionariato
Nel 2017 nella compagine azionaria del gruppo Elah Dufour entra, con una quota del 10%, la Ermenegildo Zegna, che esprime Gildo Zegna come delegato nel consiglio d'amministrazione. Tra gli azionisti del gruppo dolciario rientra anche Fenera Holding, retta da Lucio Zanon di Valgiurata.